# حوزه انتخابیه تربت جام، تایباد، باخرز و صالح‌آباد
حوزه انتخابیه تربت‌جام، تایباد، باخرز و صالح‌آباد یک حوزه از حوزه‌های استان خراسان رضوی برای انتخابات مجلس شورای اسلامی است. این حوزه به مرکزیت تربت جام، ۱ نماینده دارد. این حوزه انتخاباتی در قبل از انقلاب اسلامی ایران، تحت عنوان مجلس شورای ملی نیز یک نماینده داشت.
نماینده کنونی این حوزه، عثمان سالاری است.

## فهرست نمایندگان حوزه انتخابیه تربت جام و تایباد
فهرست نمایندگان حوزه انتخابیه تربت جام در مجلس شورای ملی در قبل از انقلاب به شرح ذیل است:
۱ - دوره بیستم: سید خلیل ضیائی
۲ - دوره بیست و یکم: غلامرضا اصفی
۳ - دوره بیست و دوم: فرهاد قهرمان
۴ - دوره بیست و سوم: فرهاد قهرمان
۵ - دوره بیست و چهارم: میرمحمد حسین سیدکلال
| دوره    | نام و نام خانوادگی   | تصویر   | محل تولد | سال تولد | تعداد رای | کل آراء | درصد   | منبع   |
| ------- | -------------------- | ------- | -------- | -------- | --------- | ------- | ------ | ------ |
| اول     | علی اکبر دهقان       |         | تربت جام | ۱۳۲۷     | ۲۴٬۴۱۷    | ۴۸٬۸۰۰  | ۵۰     | [ ۶ ]  |
| اول     | عزت‌الله دهقانی       |         | الیگودرز | ۱۳۳۰     | ۶۰٬۳۵۶    | ۱۰۰٬۷۴۳ | ۵۹/۹   | [ ۷ ]  |
| دوم     | عزت‌الله دهقانی       | ۵۸٬۷۳۸  | الیگودرز | ۱۳۳۰     | ۶۰٬۸۶۲    | ۹۶/۵    | [ ۸ ]  |        |
| سوم     | اسدالله جامی         |         | تربت جام | ۱۳۴۰     | ۳۶٬۱۳۲    | ۹۲٬۹۸۵  | ۳۸/۹   | [ ۹ ]  |
| چهارم   | سید محمد حسینی       |         | تربت جام | ۱۳۳۱     | ۹۱٬۲۹۲    | ۱۳۳٬۸۷۰ | ۶۸/۱   | [ ۱۰ ] |
| پنجم    | سید محمد حسینی       | ۴۷٬۸۹۰  | تربت جام | ۱۳۳۱     | ۱۳۶٬۷۲۹   | ۳۵      | [ ۱۱ ] |        |
| ششم     | احمد خاص احمدی       |         | تربت جام | ۱۳۳۷     | ۵۹٬۴۹۹    | ۱۵۳٬۷۰۳ | ۳۸/۷   | [ ۱۲ ] |
| هفتم    | احمد خاص احمدی       | ۸۶٬۲۳۲  | تربت جام | ۱۳۳۷     | ۱۷۳٬۸۱۲   | ۴۹/۶۱   | [ ۱۳ ] |        |
| هشتم    | غلامرضا اسداللهی     |         | باخرز    | ۱۳۴۶     | ۱۱۱٬۸۶۶   | ۲۱۰٬۹۸۶ | ۵۳/۰۲  | [ ۱۴ ] |
| نهم     | غلامرضا اسداللهی     | ۱۱۲٬۳۸۲ | باخرز    | ۱۳۴۶     | ۲۰۹٬۵۳۷   | ۵۳      | [ ۱۵ ] |        |
| دهم     | جلیل رحیمی جهان‌آبادی |         | تربت جام | ۱۳۵۱     | ۱۰۸٬۹۳۴   | ۱۹۹٬۷۳۴ | ۵۴/۵۴  | [ ۱۶ ] |
| یازدهم  | جلیل رحیمی جهان‌آبادی | ۹۸٬۲۴۸  | تربت جام | ۱۳۵۱     | ۱۸۰٬۲۶۶   | ۵۴/۵۰   | [ ۱۷ ] |        |
| دوازدهم | عثمان سالاری         |         | تربت جام | ۱۳۴۲     | ۷۶۱۰۲     | ۱۶۲۱۲۹  | ۴۶/۹۴  |        |

## پی‌نوشت و منبع
1. ↑  «دکتر سید خلیل ضیائی». مرکز پژوهش‌های مجلس شورای اسلامی. بایگانی‌شده از اصلی در ۲۶ فوریه ۲۰۲۰. دریافت‌شده در ۲۶ فوریه ۲۰۲۰.
2. ↑  «مهندس غلامرضا آصفی». مرکز پژوهش‌های مجلس شورای اسلامی. بایگانی‌شده از اصلی در ۲۶ فوریه ۲۰۲۰. دریافت‌شده در ۲۶ فوریه ۲۰۲۰.
3. ↑  «دکتر فرهاد قهرمان». مرکز پژوهش‌های مجلس شورای اسلامی. بایگانی‌شده از اصلی در ۲۶ فوریه ۲۰۲۰. دریافت‌شده در ۲۶ فوریه ۲۰۲۰.
4. ↑  «دکتر فرهاد قهرمان». مرکز پژوهش‌های مجلس شورای اسلامی. بایگانی‌شده از اصلی در ۲۶ فوریه ۲۰۲۰. دریافت‌شده در ۲۶ فوریه ۲۰۲۰.
5. ↑  «میرمحمدحسین سیدکلال». مرکز پژوهش‌های مجلس شورای اسلامی. بایگانی‌شده از اصلی در ۲۶ فوریه ۲۰۲۰. دریافت‌شده در ۲۶ فوریه ۲۰۲۰.
6. ↑  «Dehghan, AliAkbar». Parliran.ir. بایگانی‌شده از اصلی در ۲۶ فوریه ۲۰۲۰. دریافت‌شده در ۲۶ فوریه ۲۰۲۰.
7. ↑  «Dehghani, Ezzatollah». Parliran.ir. بایگانی‌شده از اصلی در ۲۶ فوریه ۲۰۲۰. دریافت‌شده در ۲۶ فوریه ۲۰۲۰.
8. ↑  «Dehghani, Ezzatollah». Parliran.ir. بایگانی‌شده از اصلی در ۲۶ فوریه ۲۰۲۰. دریافت‌شده در ۲۶ فوریه ۲۰۲۰.
9. ↑  «Jami, Asadollah». Parliran.ir. بایگانی‌شده از اصلی در ۲۶ فوریه ۲۰۲۰. دریافت‌شده در ۲۶ فوریه ۲۰۲۰.
10. ↑  Parliran.ir. «Hosseini, Mohammad». بایگانی‌شده از اصلی در ۲۶ فوریه ۲۰۲۰. دریافت‌شده در ۲۶ فوریه ۲۰۲۰.
11. ↑  «Hosseini, Mohammad». Parliran.ir. بایگانی‌شده از اصلی در ۲۶ فوریه ۲۰۲۰. دریافت‌شده در ۲۶ فوریه ۲۰۲۰.
12. ↑  «KhasAhmadi, Ahmad». parliran.ir. بایگانی‌شده از اصلی در ۲۶ فوریه ۲۰۲۰. دریافت‌شده در ۲۶ فوریه ۲۰۲۰.
13. ↑  «KhasAhmadi, Ahmad». Parliran.ir. بایگانی‌شده از اصلی در ۲۶ فوریه ۲۰۲۰. دریافت‌شده در ۲۶ فوریه ۲۰۲۰.
14. ↑  «Asadollahi, GholamReza». parliran.ir. بایگانی‌شده از اصلی در ۲۶ فوریه ۲۰۲۰. دریافت‌شده در ۲۶ فوریه ۲۰۲۰.
15. ↑  «Asafollahi, Gholamreza». Parliran.ir. بایگانی‌شده از اصلی در ۲۶ فوریه ۲۰۲۰. دریافت‌شده در ۲۶ فوریه ۲۰۲۰.
16. ↑  «جلیل رحیمی بیشترین آرای حوزه تایباد و تربت جام را کسب کرد». مهرنیوز.
17. ↑  «رحیمی جهان‌آبادی با بیش از ۹۸ هزار رای وارد مجلس یازدهم شد». ایسنا.

- «جدول حوزه‌های انتخابیه در انتخابات دهمین دورهٔ مجلس شورای اسلامی» (PDF). مرکز پژوهش و سنجش افکار صدا و سیما. بایگانی‌شده از اصلی (PDF) در ۵ اكتبر ۲۰۱۸. دریافت‌شده در ۳ ژوئیه ۲۰۱۶. تاریخ وارد شده در |archive-date= را بررسی کنید (کمک)